# Chrysops mitis
Chrysops mitis är en tvåvingeart som beskrevs av Osten Sacken 1875. Chrysops mitis ingår i släktet Chrysops och familjen bromsar. Inga underarter finns listade i Catalogue of Life.